# Штайф, Марк Абрамович
Марк Абрамович Штайф (ивр. מרק שטייף‎, англ. Mark Shtaif; род. 21 апреля 1966, Кишинёв, Молдавская ССР) — израильский учёный в области волоконно-оптических и других коммуникационных технологий, профессор и декан Школы инженерных наук Тель-Авивского университета. Ректор Тель-Авивского университета (2020).

## Биография
Родился в 1966 году в Кишинёве в семье инженера в области сельскохозяйственного оборудования Абрама Штайфа и врача-педиатра Татьяны Штайф. Семья репатриировалась в Израиль в апреле 1973 года, когда ему было 7 лет. Учился в школе «Реали» в Хайфе. Выпускник инженерной школы хайфского Техниона, где защитил диссертацию доктор философии по электротехнике в 1997 году. Занимался исследовательской деятельностью в лаборатории светотехники AT&T в Ред-Банке (штат Нью-Джерси) в постдокторантуре, затем там же работал старшим и главным научным сотрудником в области теоретического моделирования телекоммуникационных систем. В сферу его научных интересов входят теория волоконно-оптических усилителей, анализ нелинейного распространения и связанные с поляризацией процессы, квантовая информатика в волоконных системах.
С 2002 года преподаёт в Тель-Авивском университете (с 2010 года профессор). В 2014—2017 годах был заведующим отделения физической электроники Школы электротехнических наук Тель-Авивского университета, с 2017 года заведующий этой школы. С октября 2020 года ректор Тель-Авивского университета.
Был награждён премией Ротшильда (1997), действительный член Оптического общества (2010) и Института инженеров электротехники и электроники (2016).